# Jelena Polenova
Jelena Dmitrijevna Polenova (ryska: Елена Дмитриевна Поленова), född 15 november (g.s.) / 27 november (n.s.) 1850 i Sankt Petersburg, död 7 november (g.s.) / 19 november (n.s.) 1898 i Moskva, var en rysk konstnär. Hennes bror var landskapsmålaren Vasilij Polenov.
Nedslagskratern   på planeten Venus är uppkallad efter henne.